# Hélio Bicudo
Hélio Pereira Bicudo (Mogi das Cruzes, 5 de julho de 1922 – São Paulo, 31 de julho de 2018) foi um jurista e político brasileiro, militante de direitos humanos, bacharel em Direito pela Faculdade de Direito da Universidade de São Paulo, turma de 1947.

## Biografia
Durante o governo de Carvalho Pinto, em São Paulo, foi Secretário Chefe da Casa Civil. Foi, também, o primeiro presidente das Centrais Elétricas de Urubupungá – Celusa, construtora das usinas de Jupiá e de Ilha Solteira, a primeira no Estado do Mato Grosso do Sul e a segunda no Estado de São Paulo.
Foi ministro interino da Fazenda no Governo João Goulart, substituindo Carvalho Pinto de 27 de setembro a 4 de outubro de 1963.
Como procurador de Justiça no Estado de São Paulo, destacou-se, juntamente com o então Promotor de Justiça Dirceu de Mello, no combate ao Esquadrão da Morte. Em razão do combate ao Esquadrão da Morte e de todas as outras investigações de violações dos direitos humanos que conduziu neste período, teve o seu nome incluído no Serviço Nacional de Informações.
Em 1981, integrou a primeira diretoria executiva da Fundação Wilson Pinheiro, fundação de apoio partidário instituída pelo PT, antecessora da Fundação Perseu Abramo.
Em 1986, foi candidato ao senado pelo PT, ficando em terceiro lugar, atrás dos eleitos Mário Covas e Fernando Henrique Cardoso, ambos do PMDB.
Foi secretário dos Negócios Jurídicos do município de São Paulo na gestão de Luíza Erundina de 1989 a 1990, ano em que se elege deputado federal.
Em fevereiro de 2000, foi empossado como presidente da Comissão Interamericana de Direitos Humanos, com sede em Washington. Foi o terceiro brasileiro a ocupar a presidência da entidade.
Foi vice-prefeito de São Paulo de 2001 a 2004, durante a gestão de Marta Suplicy.
Um dos aproximadamente cem professores que fundaram o chamado inicialmente Partido dos Trabalhadores em Educação e depois partido dos Trabalhadores em 1980, sendo filiado ao PT, desde a sua fundação, da primeira ata. Desfiliou-se do partido em 2005, passando a criticá-lo depois do envolvimento do partido no Escândalo do Mensalão, afirmando que o partido havia "se afastado dos ideais éticos e morais".
Em 2010, declarou apoio a Marina Silva no primeiro turno, e a José Serra no segundo turno. Em 25 de outubro daquele ano, recebeu a grã-cruz da Ordem do Ipiranga do Governo do Estado de São Paulo. Em 2012, apoiou novamente José Serra na disputa municipal paulista.
Criou e presidiu de 2003 a 2013, a Fundação Interamericana de Defesa dos Direitos Humanos (FidDH), entidade que atuou junto à Comissão Interamericana de Direitos Humanos denunciando e acompanhado casos de desrespeito aos direitos humanos no Brasil.
Os processos denunciados e demais sob sua responsabilidade foram transferidos aos cuidados de diversas entidades de mesma finalidade. O encerramento das atividades da FidDH se deu por falta de recursos financeiros. Seu acervo bibliotecário foi doado à Pontifícia Universidade Católica de São Paulo no mesmo ano de encerramento de suas atividades, em ato solene.
Em 2015, protocolou na Câmara dos Deputados, um pedido de abertura de processo de impeachment contra a presidente Dilma Rousseff. O jurista, Miguel Reale Júnior e os Movimentos sociais pró-impeachment decidiram aderir ao requerimento de Bicudo, que contou também como apoio de parlamentares e boa parte da sociedade civil que organizou um abaixo-assinado em apoio ao Impeachment da Presidente da República, enquanto outros parlamentares e militantes petistas, se posicionaram em defesa do mandato da presidente ré. O pedido de Bicudo foi, no mesmo ano, acatado por Eduardo Cunha, então presidente da Câmara dos Deputados, depois de várias reuniões para instruir os reclamantes. Tal pedido culminou com a deposição da petista no dia 31 de agosto de 2016, pelo Senado Federal, por 61 votos a favor da deposição, e 20 votos contra.
Hélio Bicudo morreu em sua casa na região dos Jardins, em São Paulo, em 31 de julho de 2018, aos 96 anos. Vinha passando por problemas cardíacos havia vários meses.

## Desempenho Eleitoral
| Ano  | Eleição                | Cargo            | Partido                                                        | Partido | Coligação                                       | Titular | Votos     | Votos  | Votos | Votos         | Resultado     | Ref    |
| Ano  | Eleição                | Cargo            | Partido                                                        | Partido | Coligação                                       | Titular | T.        | Total  | %     | P.            | Resultado     | Ref    |
| ---- | ---------------------- | ---------------- | -------------------------------------------------------------- | ------- | ----------------------------------------------- | ------- | --------- | ------ | ----- | ------------- | ------------- | ------ |
| 1990 | Estadual de São Paulo  | Deputado Federal |                                                                | PT      | União Democrática Popular (PT, PSB, PCB, PCdoB) | -       | 1°        | 96.705 | 0,56% | 8°            | Eleito        | [ 10 ] |
| 1994 | Estadual de São Paulo  | Deputado Federal | Frente Brasil Popular SP (PT, PSB, PPS, PCdoB, PCB, PMN, PSTU) | PT      | -                                               | 1°      | 55.722    | 0,30%  | 3°    | Eleito        | [ 11 ]        |        |
| 2000 | Municipal de São Paulo | Vice-prefeito    | Muda São Paulo (PT, PCdoB, PCB, PHS)                           | PT      | Titular: Marta Suplicy (PT)                     | 1°      | 2.205.013 | 34,40% | 1°    | Segundo Turno | [ 12 ] [ 13 ] |        |
| 2000 | Municipal de São Paulo | Vice-prefeito    | Muda São Paulo (PT, PCdoB, PCB, PHS)                           | PT      | Titular: Marta Suplicy (PT)                     | 2°      | 3.247.900 | 58,51% | 1°    | Eleito        | [ 12 ] [ 13 ] |        |